# Система обозначения объектов административно-территориального деления
Система обозначения объектов административно-территориального деления (сокр. СОАТО) — классификатор, содержащий сведения об актуальных административно-территориальных и территориальных единицах. Предназначается для обеспечения достоверности, сопоставимости и автоматизированной обработки информации по признаку административно-территориального деления в кадастровом учёте, в государственной статистической отчётности, экономике, налоговой и других сферах.
Ранее обозанчение СОАТО использовалось в странах бывшего СССР. В настоящее же время эти страны перешли на национальные системы обозначения объектов административно-территориального деления которые имеют различные названия (ОКАТО и ОКТМО в РФ; КОАТУУ — Украина; КАТО — Казахстан и т. д.). Непосредственно название «СОАТО» осталось в Республике Беларусь, Узбекистане и Киргизии (СОАТЕ).

## Республика Беларусь
СОАТО введена в действие 6 марта 2017 года Постановлением государственного комитета по стандартизации Республики Беларусь № 17

### Объекты классификации
В Республике Беларусь включает административно-территориальные и территориальные единицы (за исключением территорий специального режима использования), к которым относятся:
- столица Республики Беларусь — Минск;
- области;
- районы;
- города областного подчинения;
- города районного подчинения;
- районы в городах;
- поселки городского типа (городские поселки, курортные поселки, рабочие поселки);
- сельсоветы;
- сельские населенные пункты (агрогородки, поселки, деревни, хутора).

### Метод классификации и структура кода
Метод классификации — иерархический. Все множество объектов классификации подразделяется на группы в соответствии с территориальным делением республики, которые располагаются по уровням в соответствии с административным подчинением. В каждый уровень включаются объекты классификации, непосредственно подчиненные объектам классификации предыдущего уровня. Метод кодирования — последовательный. При этом применяется порядковая с распределенным резервом система кодирования. Длина кода имеет десять цифровых десятичных знаков.

#### Структура кода
1 уровень

Порядок присвоения кода СОАТО в Беларуси

Х — столица Республики Беларусь — г. Минск; область;
2 уровень
Х ХХХ — район в столице Республики Беларусь — г. Минске; район области; город областного подчинения;
3 уровень
Х ХХХ ХХХ — сельсовет; город районного подчинения; поселок городского типа районного подчинения; поселок городского типа; подчиненный городу областного подчинения; район в городе областного подчинения;
4 уровень
Х ХХХ ХХХ ХХХ — поселок городского типа, подчиненный сельсовету; сельский населенный пункт, подчиненный сельсовету; сельский населенный пункт районного подчинения; сельский населенный пункт, подчиненный городу областного подчинения; сельский населенный пункт, подчиненный городу районного подчинения.
Код СОАТО принимает следующие значения:
- 1 разряд — 1, 2, 3, 4, 6, 7) (область);
  - 5 (г. Минск);
- 2 разряды — 2 (район г. Минска, район области);
  - 4 (город областного подчинения);
- 3—4 разряды — порядковый номер территории района области;
  - порядковый номер территории района г. Минска;
  - порядковый номер территории города областного подчинения;
- 5 разряд — 3 (район города областного подчинения);
  - 5 (город районного подчинения; поселок городского типа районного подчинения; поселок городского типа, подчиненный городу областного подчинения);
  - 7 (сельский населенный пункт, подчиненный городу областного подчинения; сельский населенный пункт, подчиненный городу районного подчинения); сельский населенный пункт районного подчинения 2));
  - 8 (сельсовет);
- 6—7 разряды — порядковый номер территории района города областного подчинения;
  - порядковый номер территории города районного подчинения;
  - порядковый номер территории поселка городского типа районного подчинения;
  - порядковый номер территории поселка городского типа, подчиненного городу областного подчинения;
  - порядковый номер территории сельсовета. При этом:
  - 00 — для сельских населенных пунктов районного подчинения (если пятый разряд имеет значение «7»);
  - 01 49 — для городов районного подчинения (если пятый разряд имеет значение «5»), сельских населенных пунктов, подчиненных городу областного подчинения, сельских населенных пунктов, подчиненных городу районного подчинения (если пятый разряд имеет значение «7»);
  - 50 99 — для поселков городского типа районного подчинения, поселков городского типа, подчиненных городу областного подчинения (если пятый разряд имеет значение «5»);
- 8—10 разряды — порядковый номер территории поселка городского типа, подчиненного сельсовету (при этом восьмой разряд имеет значение «9»);
  - порядковый номер территории сельского населенного пункта, подчиненного сельсовету;
  - порядковый номер территории сельского населенного пункта районного подчинения;
  - порядковый номер территории сельского населенного пункта, подчиненного городу областного подчинения;
  - порядковый номер территории сельского населенного пункта, подчиненного городу районного подчинения.